# Валютное замещение
Валютное замещение (англ. currency substitution) — замещение иностранными валютами национальных денег в качестве средства обращения и сбережения без приобретения иностранными валютами статуса законного платёжного средства. По экономическому смыслу валютное замещение является синонимом одной из форм долларизации, которое описывает аналогичное явление — неофициальной (фактической, частичной, теневой) долларизации.

## Происхождение понятия
Понятие «валютное замещение» в экономическую теорию введено Гильермо Кальво и Карлосом Родригес в период их работы в Университете Буэнос-Айреса (Аргентина) в 1977 году. Выражение использовалось ими в рамках анализа реального валютного курса в условиях валютного замещения. Основной вывод, к которому пришли первые исследователи, состоял в том, что при наличии валютного замещения рост денежного предложения приводит к обесценению национальной валюты. Термин активно употребляется в экономической литературе с 1970-х годов, когда в развивающихся экономиках начались процессы валютного дерегулирования и либерализации финансовых рынков.

## Альтернативные определения
Различаются две основные концепции валютного замещения. Одну из них разработали Гильермо Кальво и Карлос Вег (Университет Джонса Хопкинса). В их версии валютное замещение представляет собой использование на внутреннем рынке иностранной валюты в качестве средства обращения. Если экономические агенты используют иностранную валюту не только как средство обращения, то также как меру стоимости и средство сбережения, речь идет уже о неофициальной долларизации.
Альтернативную концепцию предлагает Рональд Маккиннон из Стэнфордского университета. Он проводит различие между прямым и косвенным валютным замещением. Определение прямого валютного замещения (direct currency substitution) совпадает с формулировкой Гильермо Кальво и Карлоса Вега. Прямое валютное замещение отражает конкуренцию между валютами в качестве средства обращения. Косвенное валютное замещение (indirect currency substitution) означает переключение экономических агентов между неденежными финансовыми активами разных стран. Таким образом, косвенное валютное замещение Рональда Маккиннона означает международное замещение финансовых активов (asset substitution) в широком смысле. Иными словами, оно описывает международную мобильность капитала, которая позволяет экономическим агентам формировать портфель финансовых активов разных иностранных юрисдикций.
Между широкой и узкой трактовкой валютного замещения существует большой диапазон промежуточных определений. Все они рассматривают валютное замещение как процесс вытеснения национальных денег иностранными в качестве инструмента, выполняющего отдельные или все денежные функции. К примеру, в одной из работ Карлос Вег совместно с Ратной Сахай определили валютное замещение как использование экономическими агентами иностранной валюты в роли средства обращения и меры стоимости, в то время как замещение активов описывало использование иностранной валюты в роли средства сбережения.
Алексей Киреев, автор популярного учебника «Международная экономика» и сотрудник МВФ, полагает, что «любое параллельное обращение нескольких валют называют либо долларизацией, либо валютным замещением, используя эти понятия как синонимы».

## Модели валютного замещения
Теоретические модели, в рамках которой рассматривается валютное замещение, представлены двумя группами: анализ на индивидуальной основе (одна экономика, где могут обращаться несколько валют) и анализ на групповой основе (две или больше экономик, допускающие взаимное обращение валют). В целом, модели для анализа валютного замещения делятся на несколько групп:
- модели наличной оплаты (cash-in-advance models), которые основаны на предположении о том, что все товары и услуги в экономике могут быть приобретены только за наличные деньги и оплата производится непосредственно в момент совершения сделки;
- модели портфельного баланса (portfolio-balance models), где деньги рассматриваются наряду с другими активами, входящими в портфель экономического агента;
- модели функции полезности денег (money-in-the-utility-function models), в которых домохозяйства получают пользу от денег, включая реальные денежные остатки и это находит отражение в качестве аргумента в функции полезности,
- модели транзакционных издержек (models of transaction cost), где использование денег может снизить (увеличить) реальные издержки совершения операций;
- модели ad hoc, предназначенные для анализа конкретных случаев.

Моделирование спроса на внутренние деньги показывает, что валютное замещение является функцией от нескольких экономических переменных: альтернативных издержек хранения различных валют, инфляционного дифференциала между внутренним и внешним рынком, дифференциала номинальных и реальных процентных ставок между внутренней и внешней экономикой, ожидаемого и фактического темпа обесценения или девальвации национальной валюты.